# Zoticus
Zoticus (auch Zotikus geschrieben) ist ein seltener männlicher Vorname. 

## Herkunft und Bedeutung des Namens
Der Vorname geht zurück auf den gleichnamigen Heiligen. Zoticus wirkte in Byzanz und war dort Priester. Er kümmerte sich um Kinder und Waisen, die er wie ein Vater pflegte. Er war möglicherweise Gründer und Leiter des ersten Waisenhauses in Byzanz und starb um das Jahr 340. Kaiser Konstantins Sohn Konstantius ließ Zotikus an einen Esel binden und solange durch die Straßen treiben, bis der alte Priester an seinen Wunden und Verletzungen starb. Die Reliquien des heiligen Zoticus wurden 1840 in einer römischen Katakombe gefunden und befinden sich seit 1854 in der Wallfahrtskirche Maria Trost in Fernitz (Österreich).
zotikós kommt aus dem Griechischen und bedeutet der Lebenskräftige

## Namenstag
- 31. Dezember – Hl. Zoticus

## Schriften
- Ekkart Sauser: Zotikos (Zoticus): hl. Priester. In: Biographisch-Bibliographisches Kirchenlexikon (BBKL). Band 14, Bautz, Herzberg 1998, ISBN 3-88309-073-5, Sp. 0–-0.